# Київський національний академічний театр оперети
Київський національний академічний театр оперети (Київська оперета) — оперетковий театр у Києві. Організовано у 1934 році як Державний театр музичної комедії УРСР, з 1966 року театр іменувався як Київський державний театр оперети, з 2004 року академічний, у 2009 році театру надано статус національного.

## Загальні дані
Театр розміщено у будівлі колишнього Троїцького народного дому, збудованого на початку XX-го століття на благочинні кошти.
Сучасна реконструкція театру проектувалася групою архітекторів Київського інституту Діпроміст під керівництвом лауреата Шевченківської премії Ернеста  Бикова.
Адреса театру: вул. Велика Васильківська, 53/3, м. Київ-03150 (Україна).

## Керівники
- Струтинський Богдан Дмитрович — генеральний директор — художній керівник театру (з 2003), народний артист України.[2]
- Прокопенко Вадим Валерійович — головний балетмейстер (з 2011), заслужений артист України. 1980—2010 років цю посаду займав Сегаль Олександр Наумович.
- Сергій Дідок — головний диригент театру (з 2021), заслужений діяч мистецтв України. В 1983—1990 роках — Литвиненко Святослав Іванович, народний артист України.
- Опанасенко Олена Олександрівна — головний концертмейстер, заслужена артистка України.
- Ярошенко Ігор Вікторович — головний хормейстер, заслужений діяч мистецтв України.
- Мадараш Оксана Степанівна — диригент-постановник, народна артистка України.
- Білозуб Олександр Сергійович — головний художник, народний артист України

## Репертуар і діяльність
В сучасності театр поряд з традиційними популярними оперетами здійснює також постановки мюзиклів, музичних вистав, музично-пластичних дійств, шоу-програм.
Майже кожного сезону колектив Київської оперети готує прем'єрну виставу (або й декілька прем'єр). 2008—2009 років (74-й театральний сезон) такими були оперета Імре Кальмана «Містер Ікс» та мюзикл «Лампа Аладдіна».

## Творчий склад
Народні артисти України
- Тимошко Тамара Михайлівна — народна артистка України (1980)
- Маковецька Людмила Георгіївна — народна артистка України (1985)
- Трофимчук Олександр Павлович — народний артист України (1989)
- Чемена Валентина Леонідівна — народна артистка України (1994)
- Павлінов Сергій Миколайович — народний артист України (1999)
- Камінська Ольга Іванівна — народна артистка України (1999)
- Альошина-Костюкова Вікторія Дмитрівна — народна артистка України (1997)
- Авдєєв Сергій Григорович — народний артист України (2019)
- Кравченко Олександр Іванович — народний артист України (1997)
- Богомаз Володимир Іванович — народний артист України (2008)
- Рожков Валентин Федорович — народний артист України (2009)
- Бутковський Микола Юхимович — народний артист України (2011)
- Бєльська Людмила Василівна — народна артистка України (2014)
- Бондаренко Сергій Григорович — народний артист України (2014)
- Лапіна Ірина Іванівна — народна артистка України (2014)
- Струтинський Богдан Дмитрович — художній керівник, народний артист України (2015)
- Мельниченко Сергій Григорович — народний артист України (2017)
- Литвиненко Святослав Іванович — народний артист України- диригент оркестру (1985)
- Левенець Ігор Анатолійович  — народний артист України (2019)
- Мадараш Оксана Степанівна — диригент оркестру, народна артистка України (2019)
- Чорний В'ячеслав Григорович - ведучий артист театру оперети

Заслужені діячі мистецтв України
- Струтинський Богдан Дмитрович — художній керівник, народний артист України (2015)
- Ярошенко Ігор Вікторович — головний хормейстер
- Ворвулєв Володимир Миколайович — хормейстер (головний хормейстер 1989—2014)
- Дідок Сергій Володимирович — диригент[3]

Заслужені артисти України
- Арбузова Олена
- Беспалова-Примак Ірина Володимирівна
- Гаврилюк Єлізавета Олександрівна
- Головчанська-Сивач Тамара Федорівна
- Голосняк Володимир Васильович
- Грегорчак-Одринська Галина Василівна
- Доброноженко Любов Володимирівна
- Довбня Ганна Петрівна
- Донченко-Бутковська Валентина Петрівна
- Зельдич Леонід Володимирович — артист оркестру
- Ільченко Юлія Володимирівна — артистка балету
- Кузьменко Любов Іванівна
- Курбанов Арсен Шахбазович — артист-вокаліст
- Наумов Сергій Олександрович
- Підгородецький Анатолій Миколайович
- Приймак Соломія Іванівна
- Прокопенко Вадим Валерійович — головний балетмейстер
- Середа-Голдун Ася Михайлівна
- Ходакова Тамара Анатоліївна
- Шарабурін Дмитро Олександрович
- Яцук Сергій Миколайович
- Булгаков Максим Олександович — артист балету
- Гриневко Лариса Мирославівна — артистка оркестру[3]
- Нагля Алевтина Степанівна — артистка хору
- Одринський Володимир Леонідович
- Прасолова Оксана Олександрівна
- Сазонова Яніна Миколаївна — артистка балету
- Федоренко Ольга Сергіївна

Заслужені працівники культури України
- Жмура Ольга Марківна
- Кравченко Зоя Борисівна
- Цуркан Вадим Лауренційович — артист балету
- Хабалікян Галина Миколаївна — начальник відділу
- Ловінська Антоніна Петрівна — начальник відділу
- Когут Оксана Володимирівна — комерційний директор
- Собко Володимир Георгійович — начальник відділу
- Сладкова Олена Геннадіївна — головний адміністратор
- Гуло Віра Дмитрівна — завідувачка трупою,солістка балету

Заслужений юрист України
- Листопадська Олена Євгенівна — заступник керівника

Заслужений економіст України
- Залєвська Валентина Юріївна

## Історія

### Початок XX сторіччя
Саме в приміщенні Троїцького народного дому М. К. Садовський у 1907 році заснував перший стаціонарний театр в Україні. На сцені теперішньої оперети працювали корифеї українського театру початку ХХ ст. — його тодішньою примою була М. К. Заньковецька, свою акторську діяльність у 1916 році розпочав Лесь Курбас.
У 1917 році сама будівля театру зіграла важливу історичну роль, тут зібралися представники київського гарнізону для координації і керування процесом українізації підрозділів армії. На зібранні було створено Український військовий клуб ім. Гетьмана Павла Полуботка та визначено головне завдання — формування української армії.
За часів Української Народної Республіки, театр отримав іншу назву — Національний зразковий театр.
Наприкінці 1920-х років у приміщенні був клуб металістів і спортивні зали. Лише 1934 року театр відновлено як Державний театр музичної комедії УРСР.
Першою виставою наново організованого Театру музичної комедії стала оперета «Продавець птахів» К. Целлера (прем'єра — 1 грудня 1935 року). Поряд з нею, в репертуарі театру були оперети «Кажан» Й. Штрауса, «Циганська любов» Ф. Легара, «Синя борода» Ж. Оффенбаха. 1938 року на сцені театру була вперше поставлена українська оперета — «Весілля в Малинівці» О. Рябова.
В роки Другої світової війни театр було евакуйовано до Казахстану. Протягом багатьох років існування театру в ньому працювали такі актори як В. Новинська, Г. Лойко, М. Блашук, Л. Пресман, Д. Пономаренко, К. Мамикіна, Д. Шевцов та багато інших. Серед перших режисерів театру — С. Каргальський, Б. Балабан, О. Барсегян. Довгий час головним диригентом театру був композитор та диригент Олексій Рябов — автор відомих українських оперет «Весілля в Малинівці» (1938 рік), «Сорочинський ярмарок» (1943 рік), «Червона калина» (1954 рік).

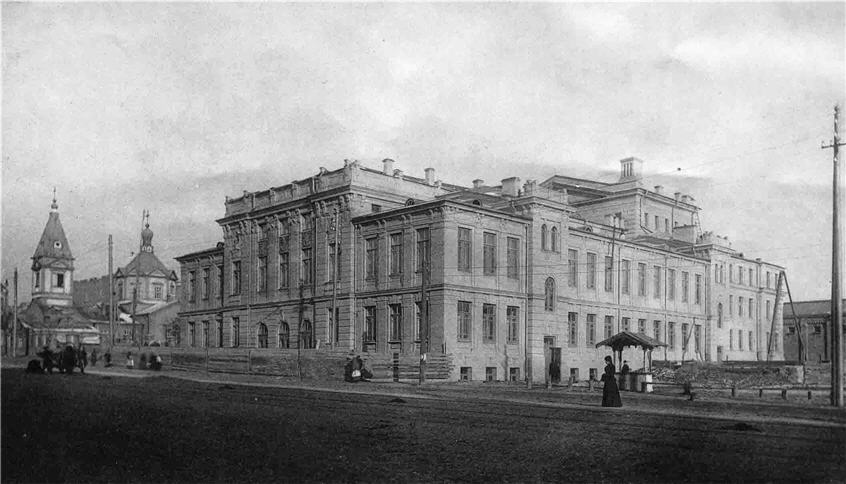
Троїцький народний будинок

Троїцький народний будинок Київського товариства грамотності (Київський державний академічний театр оперети), 1901—1902. Архітектор Г. Антоновський.
Діяло Київське товариство грамотності (1902—1908), очолюване педагогом громадсько-політичним діячем В. Науменком.
У діяльності товариства брали участь відомі діячі науки і культури, громадсько-політичного та державного життя.
|                                                                                |  |  |
| Ювілейна монета НБУ присвячена 75-річчю Київського академічного театру оперети |  |  |

Розміщувалися:
- редакції журналів «Кіевская старина» (редактор В. Науменко) (1902—1906) та «Україна» (1907),
- відділення редакції газети «Рада» (1906—1908), що видавалася коштом Є. Чикаленка, редактори: Ф. Матушевський (1906—1907), М. Павловський (з 1907 р.), секретар — С. Петлюра.

Діяло правління Українського товариства «Просвіта» на пам'ять про Т. Г. Шевченка (1907—1910), голови: Б. Грінченко (1906—1909), С. Тимошенко (1909—1910).
Глядачеву залу народного будинку товариство здавало в оренду театральним колективам.
Тут виступала оперна група антрепренера М. Бородая (1902—1907, з перервами). 1907—1917 працював перший стаціонарний український професійний театр під керівництвом М. Садовського, який проживав у цьому будинку (1907—1920).
Тут працювали відомі діячі культури:
- співачка і драматична акторка М. Авсюкевич (1907—1917);
- актор, режисер Г. Березовський (1907—1917);
- акторка, народна артистка УСРР Г. Борисоглібська (1907—1917);
- художник І. Бурячок (1912—1917);
- актор, співак, режисер С. Бутовський (1909—1915);
- режисер, актор, театрознавець, народний артист СРСР В. Василько (1911—1915);
- композитор, диригент, співак, хореограф, етнограф, актор В. Верховинець (1906—1915);
- актор, режисер М. Вільшанський (1907—1916);
- поет, критик, перекладач, театрознавець, актор, режисер М. Вороний (1910—1912);
- диригент, музичний діяч П. Гончаров (1916—1917);
- акторка Н. Горленко (1912—1915);
- співачка і драматична акторка М. Гребінецька (1914—1917);
- драматична акторка і співачка З. Діброва (1908—1915);
- драматична акторка і співачка Є. Доля (1907—1915);
- актор І. Загорський (1907—1909);
- акторка, народна артистка Республіки М. Заньковецька (1907—1909);
- акторка Г. Затиркевич-Карпинська (1917);
- актор Є. Захарчук (1907—1917);
- співак і драматичний актор Т. Івлєв (1911—1917);
- актор, режисер П. Карабіневич (1917);
- оперний співак М. Карлашов (1910—1913);
- актор І. Ковалевський (1907—1917);
- актор, педагог, перекладач П. Коваленко (1910—1917);
- драматичний актор і співак, костюмер М. Колесник (1908—1917);
- драматична акторка, співачка, танцівниця П. Колесникова (1909—1917);
- актор, режисер О. Корольчук (1907—1917);
- хоровий диригент, композитор О. Кошиць (1912—1916);
- живописець, графік, архітектор, художник театру й кіно, майстер декоративно-ужиткового В. Кричевський (1907—1910);
- режисер, актор, теоретик театру, драматург, перекладач, народний артист Республіки Курбас Лесь (1916—1917);
- співачка і драматична акторка М. Лебедєва (1907—1915);
- актор, режисер, драматург, заслужений артист Республіки Ф. Левицький (1908—1917);
- співачка, народна артистка СРСР М. Литвиненко-Вольгемут (1912—1914);
- акторка Л. Ліницька (1909—1915);
- акторка М. Малиш-Федорець (1906—1917);
- драматичний актор і співак, народний артист УРСР Г. Маринич (1911—1914);
- актор, режисер, педагог, народний артист СРСР І. Мар'яненко (1907—1914; проживав у цьому будинку до початку 1920-х років);
- співак, народний артист УРСР М. Микиша (1910—1914);
- актор Ю. Милович (1907—1917);
- співак і драматичний актор Д. Мироненко (1910—1917);
- актор, перекладач С. Паньківський (1907—1917);
- актор О. Певний (1907—1909, 1914—1917);
- актор, режисер М. Петлішенко (1910—1915);
- журналіст, громадсько-політичний і державний діяч С. Петлюра (1908);
- співачка О. Петляш (1907—1912);
- співачка і драматична акторка О. Полянська (1907—1914);
- співак і драматичний актор Є. Рибчинський (1909—1917);
- актор, режисер Й. Стадник (1917);
- драматична акторка і співачка С. Стадникова (1915—1917);
- оперна співачка В. Старостинецька (1915—1917);
- поет, державний і громадський діяч, акад. ВУАН, Герой Соціалістичної Праці П. Тичина (1916—1917);
- акторка, фольклористка, письменниця С. Тобілевич (1908—1916);
- акторка, заслужена артистка УРСР Є. Хуторна (1907—1917);
- письменник, драматург, журналіст, режисер С. Черкасенко (1912—1917);
- актор, співак П. Чугай (1915—1917).

До ангажементу запрошувалися солісти київської опери Г. Внуковський, Ф. Павловський, У хорі співав майбутній народний артист СРСР І. Козловський (1918). З театром співпрацювали композитори М. Лисенко та К. Стеценко. На сцені Театру Миколи Садовського проводила репетиції трупа Леся Курбаса і розпочав вистави Молодий театр (1916—1917).

### Від української революції 1917-21
У вересні 1917 р. відбулося відкриття Українського національного театру (з 1919 р. — Народний театр). Театром керував актор, режисер, народний артист СРСР, Герой Праці П. Саксаганський (1918—1922).
З січня 1923 р. — Театр ім. М. Заньковецької, який в тому ж році виїхав з Києва.
У театрі працював Олімпійський комітет, який займався підготовкою і проведенням першої Олімпіади в Російській імперії (1913).
Діяло Товариство «Український військовий клуб імені гетьмана Павла Полуботка» (1917—1918); керівники клубу — М. Міхновський, В. Павелко та інші.
Тимчасово працював Перший театр Української Радянської Республіки ім. Шевченка (травень-серпень 1919 р.).
З 1934 р. Державний театр музичної комедії УРСР ,1966 р. — Київський державний театр оперети (з 2004 р. — академічний).
В театрі працювали:
- акторка Г. Лисянська (1935)
- акторка, заслужена артистка УРСР Н. Аннікова (1956—1968);
- актор, режисер, заслужений артист Б. Балабан (1944—1947);
- актор, заслужений артист УРСР М. Блащук (1949—1978);
- художник кіно і театру Олексій Бобровников (1940-1950-ті роки, 1993);
- актор, заслужений артист В. Борисенко (1957—1989);
- актор, заслужений артист УРСР Ю. Бурих (1965—1985);
- акторка, заслужена артистка УСРР В. Варецька (1936—1937);
- актор, заслужений артист УРСР В. Васильєв-Гуменик (1936—1962);
- хореограф Є. Вігільов (1935—1940);
- режисер, заслужений артист РСФРР, народний артист УРСР В. Вільнер (1947—1950);
- заслужений артист УРСР, народний артист РРФСР В. Вржесинський (1968—1971);
- актор, народний артист УРСР Г. Горюшко (1969—2000);
- артистка балету, заслужена артистка УРСР Т. Ващенко-Демпель (1941—1962);
- театральний художник, заслужений діяч мистецтв УРСР М. Духновський (1950—1951);
- артист балету, балетмейстер, заслужений артист УРСР В. Єрмолаєв (1937—1960);
- режисер, заслужений артист УРСР І. Земгано (1948—1959);
- актор, режисер, заслужений артист УСРР С. Каргальський (1934—1937);
- співак, народний артист УРСР В. Козерацький (1937—1951);
- художник театру і кіно М. Ліпкін (1940-1950-ті роки);
- актор, заслужений артист УРСР Г. Лойко (1944—1967);
- композитор В. Лукашов (1950-1970-ті роки);
- акторка, заслужена артистка УРСР К. Мамикіна (1944—1989);
- акторка, заслуженна артистка УРСР Т. Гагаріна (1973—2003);
- художник театру, заслужений діяч мистецтв УРСР В. Меллер (1948—1950);
- актор, заслужений артист УРСР О. Михайлов (1955—1982);
- режисер, педагог, народна артистка УРСР І. Молостова (1962, 1968);
- режисер, педагог, заслужений діяч мистецтв УРСР, народний артист Чечено-Інгуської АРСР В. Неллі (1940, 1947, 1966);
- акторка, народна артистка УРСР В. Новинська (1935—1972);
- актор, заслужений артист УРСР М. Пилипенко (1936—1937);
- актор, народний артист УРСР Д. Пономаренко (1961—1967);
- актор, режисер Л. Пресман (1936—1985);
- акторка, заслужена артистка УРСР Ю. Росіна (1935—1949);
- режисер, заслужений діяч мистецтв РРФСР і Казахської РСР Б. Рябікін (1961—1970, 1990—1991);
- композитор, диригент, заслужений діяч мистецтв УРСР О. Рябов (1941—1955);
- акторка, заслужена артистка УРСР А. Савченко (1944—1963);
- композитор, заслужений артист Казахської РСР, заслужений діяч мистецтв УРСР О. Сандлер (1940-ві, 1960-1970-ті роки);
- актор, режисер, народний артист УРСР Л. Силаєв (1948—1958);
- актор, режисер, педагог, народний артист УРСР А. Скибенко (1949—1954);
- актор, режисер, народний артист УРСР М. Соколов (1958, 1966);
- театральний діяч, директор театру В. Стебловський (1939—1941);
- режисер О. Сумароков (1938—1942);
- артист балету, балетмейстер, заслужений артист УРСР Б. Таїров (1944—1972);
- художник театру, заслужений діяч мистецтв УРСР М. Улановський (1988—1990);
- художник театру і кіно М. Уманський (1947, 1948);
- актор і режисер оперети, заслужений діяч мистецтв РРФСР, народний артист Карельської АРСР О. Феона (1937, 1940);
- сценограф, художник, заслужений діяч мистецтв УРСР М. Френкель;
- артист оперети, заслужений артист УРСР Б. Хенкін (1935—1960);
- артист оперети, заслужений артист УРСР (1980) В. Оберенко (народний артист України з 1995);
- актор і режисер оперети, народний артист УРСР, заслужений діяч мистецтв ЧССР Д. Шевцов (1956-80);
- акторка, заслужена артистка УРСР Л. Запорожцева (1961—1985);
- співачка, артистка О. Юровська (1935—1960);
- художник театру й кіно Й. Юцевич (1940-1950-ті роки);
- головний балетмейтер нар.арт. УРСР О. Н. Сегаль (1980—2010);
- художній керівник нар.арт. України В. О. Шулаков (1988—2001);
- режисер-постановник (з 1981 до 1997   керівник театру), народний артист УРСР, перший лауреат Національної премії України імені Т. Шевченка — С. К. Сміян (1981—2014);
- хоровий диригент, заслужений артист України Сергій Адаменко (1989—1991).

### Художні керівники театру
- 1934–1937 — Каргальський Сергій Іванович
- 1937–1947 — Хенкін Борис Аркадійович
- 1947–1950 — Вільнер Володимир Бертольдович
- 1950–1955 — Рябов Олексій Пантелеймонович
- 1956–1960 — Хенкін Борис Аркадійович
- 1961–1970 — Рябікін Борис Олександрович
- 1970–1973 — Барсегян Олександр Сергійович
- 1973–1975 — Митницький Едуард Маркович
- 1975–1981 — Бегма Володимир Володимирович (старший)
- 1981–1988 — Сміян Сергій Костянтинович
- 1988–1990 — Шулаков Віктор Олександрович
- 1990–1991 — Рябікін Борис Олександрович
- 1991–1997 — Сміян Сергій Костянтинович
- 1998–2001 — Шулаков Віктор Олександрович
- 2001–2003 — в.о. Шейко Володимир Олександрович
- з 2003 — Струтинський Богдан Дмитрович

### Меморіальні дошки
- в пам'ять зборів і мітингів демократичних організацій Києва 1905 р. (1947, замінена в 1979 р.);
- в пам'ять утворення в 1905 р. перших профспілок робітників Києва (1925; скульп. Б. Кратко);
- Миколі Садовському (1957; скульп. Е. Фрідман, арх. Д. Демидович);
- Олексію Рябову (2007)[5] —  (1899—1955) — українському композитору, скрипалю і диригенту, заслуженому діячу мистецтв УРСР.

## Галерея

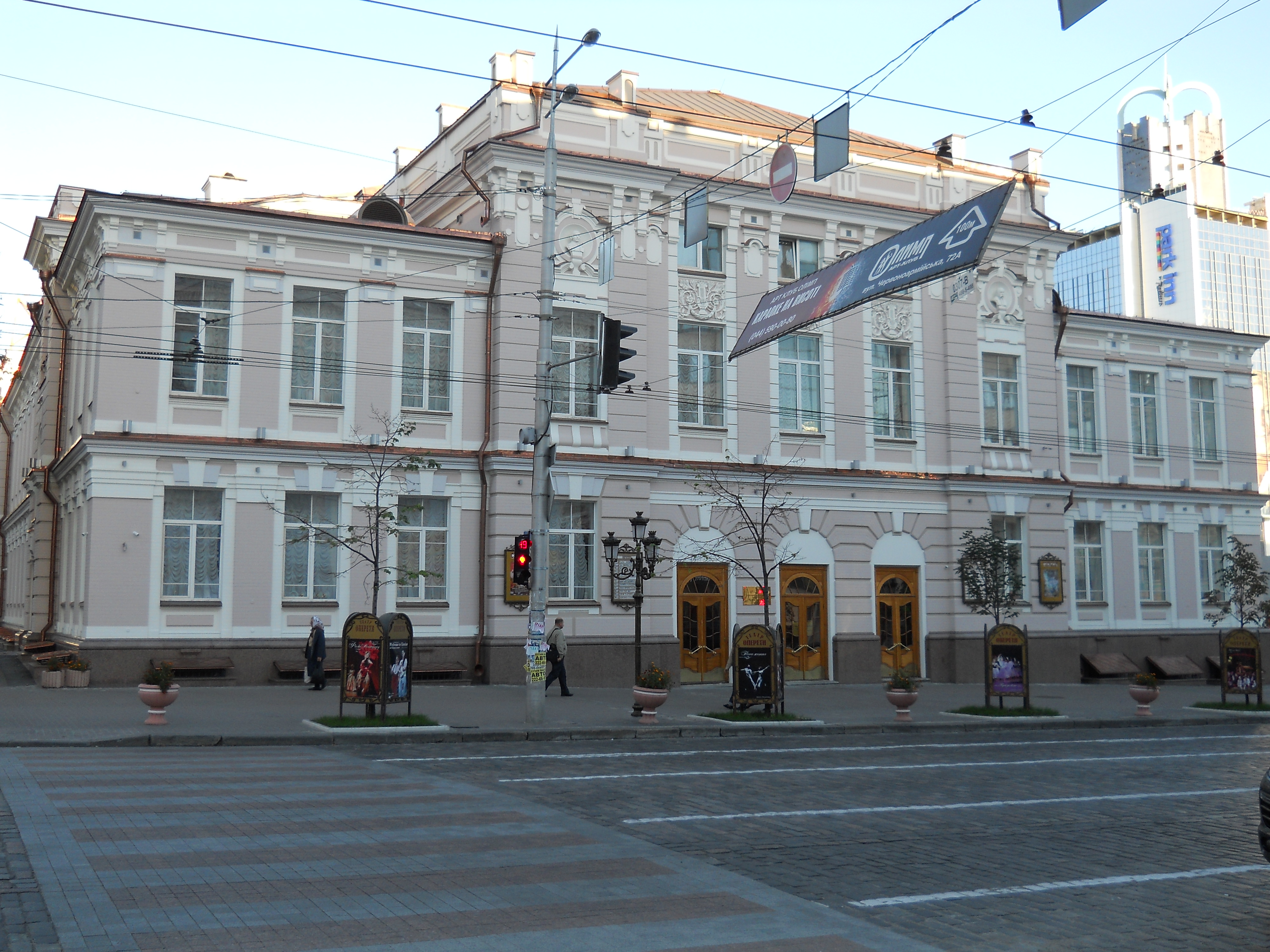
Будівля театру
Інтер'єр зали театру
Сцена з вистави «Містер Ікс», листопад 2008
Квитки і афіша на листопад 74-го сезону театру, 2008
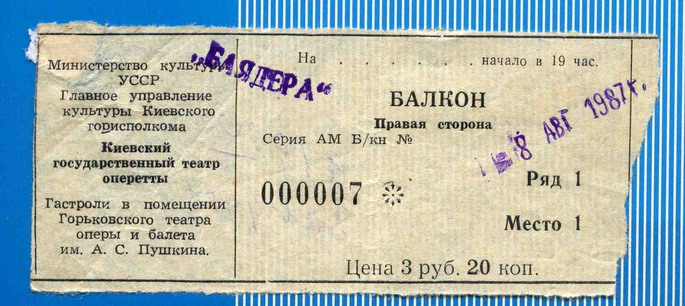
Гастролі в Горькому. Квиток на виставу «Баядера», 1987